# ألكسيس كلود-موريس
ألكسيس كلود-موريس (بالفرنسية: Alexis Claude-Maurice) هو لاعب كرة قدم فرنسي في مركز الهجوم، ولد في 6 يونيو 1998 في نوازي لو غران في فرنسا. شارك مع منتخب فرنسا تحت 17 سنة لكرة القدم ومنتخب فرنسا تحت 18 سنة لكرة القدم ومنتخب فرنسا تحت 19 سنة لكرة القدم ومنتخب فرنسا تحت 20 سنة لكرة القدم. أما مع النوادي، فقد لعب مع نادي لوريان ونادي نيس.

## وصلات خارجية
- ألكسيس كلود-موريس على موقع رابطة كرة القدم الفرنسية للمحترفين (الإنجليزية)
- ألكسيس كلود-موريس على موقع إي إس بي إن إف سي (الإنجليزية)
- ألكسيس كلود-موريس على موقع قاعدة بيانات كرة القدم.إي يو (الإنجليزية)
- ألكسيس كلود-موريس على موقع ليكيب (الفرنسية)
- ألكسيس كلود-موريس على موقع Soccerbase.com (لاعب) (الإنجليزية)
- ألكسيس كلود-موريس على موقع Soccerway.com (الإنجليزية)
- ألكسيس كلود-موريس على موقع عالم كرة القدم.نت (الإنجليزية)
- ألكسيس كلود-موريس على موقع AS.com (الإسبانية)